# WTA de São Paulo
O WTA de São Paulo – ou SP Open, atualmente – é um torneio de tênis profissional feminino, de nível WTA 250. É o único torneio de tênis feminino de nível WTA jogado no Brasil. O toneio acontece durante o mês de setembro no complexo esportivo de tênis do Parque Villa-Lobos, em São Paulo e é disputado em quadras duras.
Em outras edições o torneio também foi disputado em São Paulo, na região Sudeste do Brasil, estreou em 1977 e teve muitos hiatos. Os jogos eram disputados em quadras de saibro durante o mês de fevereiro nas edições anteriores. Depois de 2000, foi substituído pelo WTA da Costa do Sauipe.
Em 2025 foi anunciado que após nove anos, o Brasil voltaria a ter um torneio de nível WTA 250 ainda naquele ano. Foi confirmada a realização do SP Open, competição feminina que aconteceria de 6 a 14 de setembro. O torneio marcaria marca o retorno da capital paulista ao calendário oficial da WTA após um hiato de 25 anos. A organização do evento ficaria a cargo da IMM, mesma promotora do Rio Open.
O Brasil não recebia uma competição de nível 250 da WTA desde 2016, quando o torneio feminino do Rio Open e o WTA de Florianópolis saíram do calendário da entidade.

## Finais

### Simples
| Ano                                     | Campeã              | Vice-campeã        | Resultado     |
| --------------------------------------- | ------------------- | ------------------ | ------------- |
| 2000                                    | Rita Kuti-Kis       | Paola Suárez       | 4–6, 6–4, 7–5 |
| 1999                                    | Fabiola Zuluaga     | Patricia Wartusch  | 7–5, 4–6, 7–5 |
| Torneio não realizado entre 1998 e 1992 |                     |                    |               |
| 1991                                    | Sabine Hack         | Veronika Martinek  | 6–3, 7–5      |
| 1990                                    | Veronika Martinek   | Donna Faber        | 6–2, 6–4      |
| Torneio não realizado entre 1989 e 1987 |                     |                    |               |
| 1986 (dez.)                             | Vicki Nelson Dunbar | Jenny Klitch       | 6–2, 7–61     |
| 1985 (mar.)                             | Mercedes Paz        | Laura Gildemeister | 6–7, 6–1, 6–4 |
| Torneio não realizado entre 1984 e 1978 |                     |                    |               |
| 1977                                    | Billie Jean King    | Netty Stöve        | 6–1, 6–4      |

### Duplas
| Ano                                     | Campeãs                            | Vice-campeãs                     | Resultado     |
| --------------------------------------- | ---------------------------------- | -------------------------------- | ------------- |
| 2000                                    | Lilia Osterloh Tamarine Tanasugarn | Rita Grande Meghann Shaughnessy  | 7–5, 6–1      |
| 1999                                    | Laura Montalvo Paola Suárez        | Janette Husárová Florencia Labat | 5–7, 6–4, 6–3 |
| Torneio não realizado entre 1998 e 1992 |                                    |                                  |               |
| 1991                                    | Inés Gorrochategui Mercedes Paz    | Renata Baranski Laura Glitz      | 6–2, 6–2      |
| 1990                                    | Bettina Fulco Eva Švíglerová       | Mary Pierce Luanne Spadea        | 7–5, 6–4      |
| Torneio não realizado entre 1989 e 1987 |                                    |                                  |               |
| 1986 (dez.)                             | Neige Dias Patrícia Medrado        | Laura Gildemeister Petra Huber   | 4–6, 6–4, 7–6 |
| 1985 (mar.)                             | Gabriela Sabatini Mercedes Paz     | Niége Dias Csilla Bartos         | 7–5, 6–4      |
| Torneio não realizado entre 1984 e 1978 |                                    |                                  |               |
| 1977                                    | Kerry Reid Wendy Turnbull          | Martina Navrátilová Betty Stöve  | 6–3, 5–7, 6–2 |